# Regiment dragoński Kazimierza Königsegga

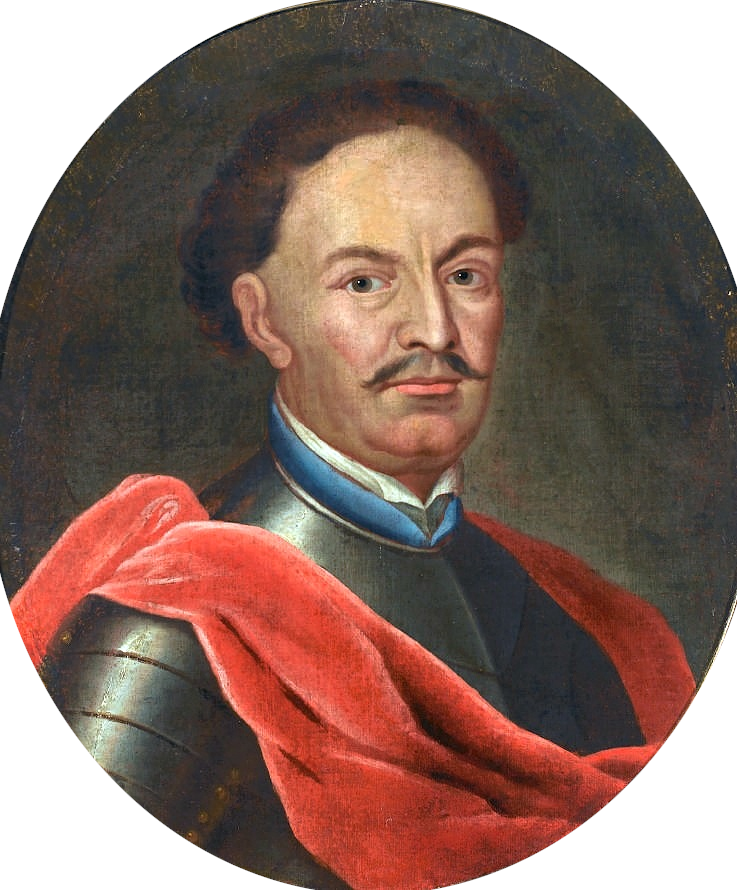
Hieronim Augustyn Lubomirski

Regiment dragoński Kazimierza Königsegga – regiment dragonii II połowy XVII wieku, pod komendą pułkownika Kazimierza Königsegga.
Zgodnie z umową podpisaną 1 lutego 1683 regiment wchodził w skład korpusu posiłkowego Hieronima Lubomirskiego na żołdzie cesarza Austrii Leopolda I Habsburga.
Chętnych do zaciągu nie brakowało, ponieważ werbownicy Lubomirskiego oferowali korzystne warunki, zarówno żołd wyższy niż w Rzeczypospolitej jak i zaliczki.
Regimenty rajtarskie i dragońskie były wówczas tworzone według etatu austriackiego, identycznego dla rajtarów (nazywanych przez Austriaków kirasjerami) i dragonów. Etat obejmował 11-osobowy sztab oraz 10 kompanii po 80 żołnierzy, razem 811 osób.
Regiment wziął udział w wojnie polsko-tureckiej 1683-1699.
Regiment Königsegga oraz regiment dragonów saskich gen. Reussa stoczyły walkę o ufortyfikowaną wieś Kahnebergerdörfer.
Kazimierz Königsegg zginął od tureckiej szabli podczas bitwy pod Wiedniem. Od śmierci nie zdołała go nawet uchronić końska podkowa umieszczona na jego kapeluszu.
Jego regiment, zdziesiątkowany pod Wiedniem, i już z nowym dowódca pozostał na służbie cesarza aż do 1700, natomiast oba regimenty rajtarskie a także chorągwie pancerne zostały zwinięte i wróciły razem z samym Lubomirskim do kraju jesienią 1685.